# Sphenomorphus stellatus
Sphenomorphus stellatus är en ödleart som beskrevs av  George Albert Boulenger 1900. Sphenomorphus stellatus ingår i släktet Sphenomorphus och familjen skinkar. Inga underarter finns listade i Catalogue of Life.